# Lovro Monti
Lorenzo Monti, o anche Lovro Monti (Tenin, 21 aprile 1835 – Tenin, 9 aprile 1898), è stato un politico italiano della Dalmazia asburgica, l'ultimo podestà italiano di Tenin.

## Vita

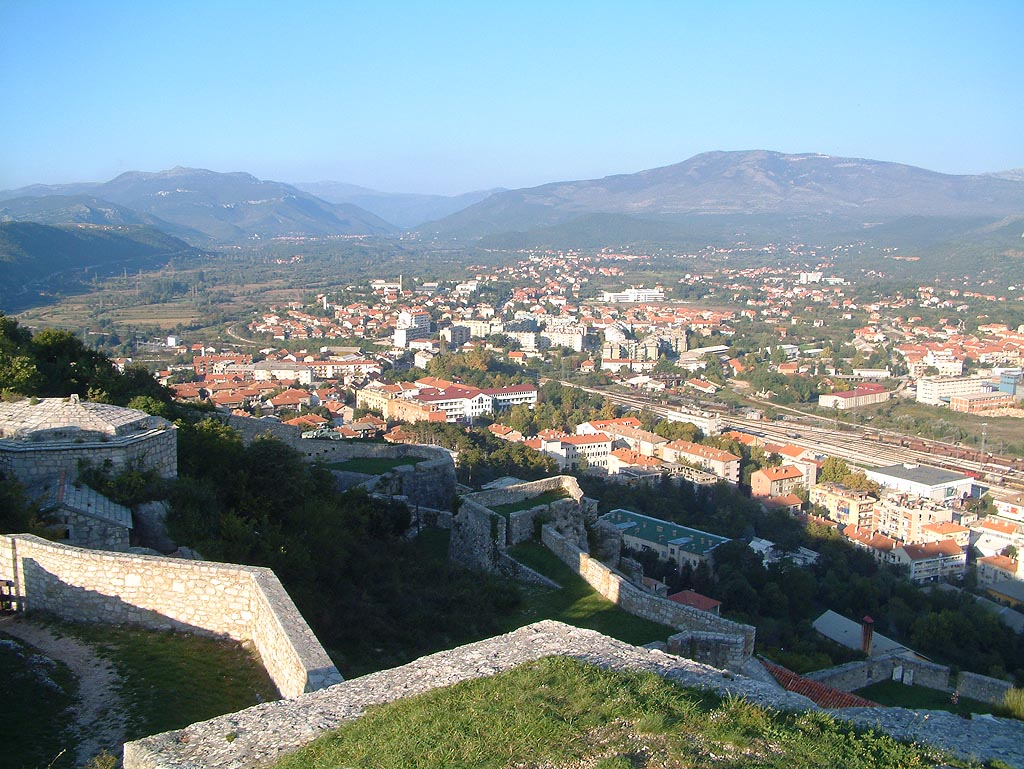
Vista di Tenin dalla fortezza veneziana, che fu difesa nel 1797 dal nonno di Lovro Monti

Monti fu un dalmata italiano, il cui nonno lottò per la Repubblica di Venezia contro l'invasione napoleonica del 1797.
Lorenzo Monti si laureò nel 1859 a Padova in Legge, esercitando la carriera prima a Spalato e poi nella sua Tenin. Apparteneva ad un'agiata famiglia veneto-dalmata con molte proprietà terriere nella Dalmazia centrale.
Monti fu uno dei fondatori del Partito Popolare Croato (Narodna stranka) e del Movimento Illirico, che auspicavano l'unione della Dalmazia alla nascente Croazia. Per questa sua posizione politica Monti fu criticato dalla maggioranza dei dalmati italiani dell'epoca (tra cui Antonio Bajamonti), che volevano invece una Dalmazia autonoma per non essere sopraffatti dalla maggioranza serbocroata.
Il pensiero politico di Monti era rivolto a formare un'armoniosa integrazione tra le varie etnie della Dalmazia (croati, serbi, italiani, ecc.) all'interno di un ideale illirico-croato, allo scopo ultimo di evitare che la comunità italofona venisse distrutta dalla maggioranza slava col sorgere dei nazionalismi ottocenteschi. Questo suo ideale era dovuto alla constatazione di quanto pochi erano gli italiani (in molti casi benestanti istruiti e latifondisti, circondati da masse di contadini slavi molto poveri ed incolti) nella sua Tenin e dintorni (Sebenico), per cui riteneva opportuno associarsi alla comunità più forte della Dalmazia, quella croata, per sopravvivere.
Lorenzo Monti nel 1866 divenne podestà di Tenin e fu eletto deputato nella Dieta della Dalmazia per 5 volte consecutive. Inoltre nella prima elezione a suffragio etnico universale in Dalmazia fu eletto nella Dieta provinciale dalmata e rieletto nel 1879 col voto di tutte le etnìe locali.
Nel 1874 Monti (rinomato per la sua imparzialità ed onestà) difese il diritto degli italiani ad avere scuole italiane in Dalmazia, dichiarando nella Dieta che la metà dei 100.000 abitanti delle città dalmate parlavano l'italiano. Questo significava che 50.000 (cioè il 12%) dei 457.000 abitanti della Dalmazia, secondo il censimento austriaco del 1871, erano dalmati italiani 
Nel 1882, a causa del sorgere del nazionalismo croato col suo fanatismo contro italiani e serbi in Dalmazia, Monti si ritirò dalla vita pubblica per protesta.
Lorenzo Monti morì ricco e rispettato nella sua Tenin nel 1898.